# Lychnis ajanensis
Lychnis ajanensis là loài thực vật có hoa thuộc họ Cẩm chướng. Loài này được Regel mô tả khoa học đầu tiên.